# Obelisk Teodozjusza

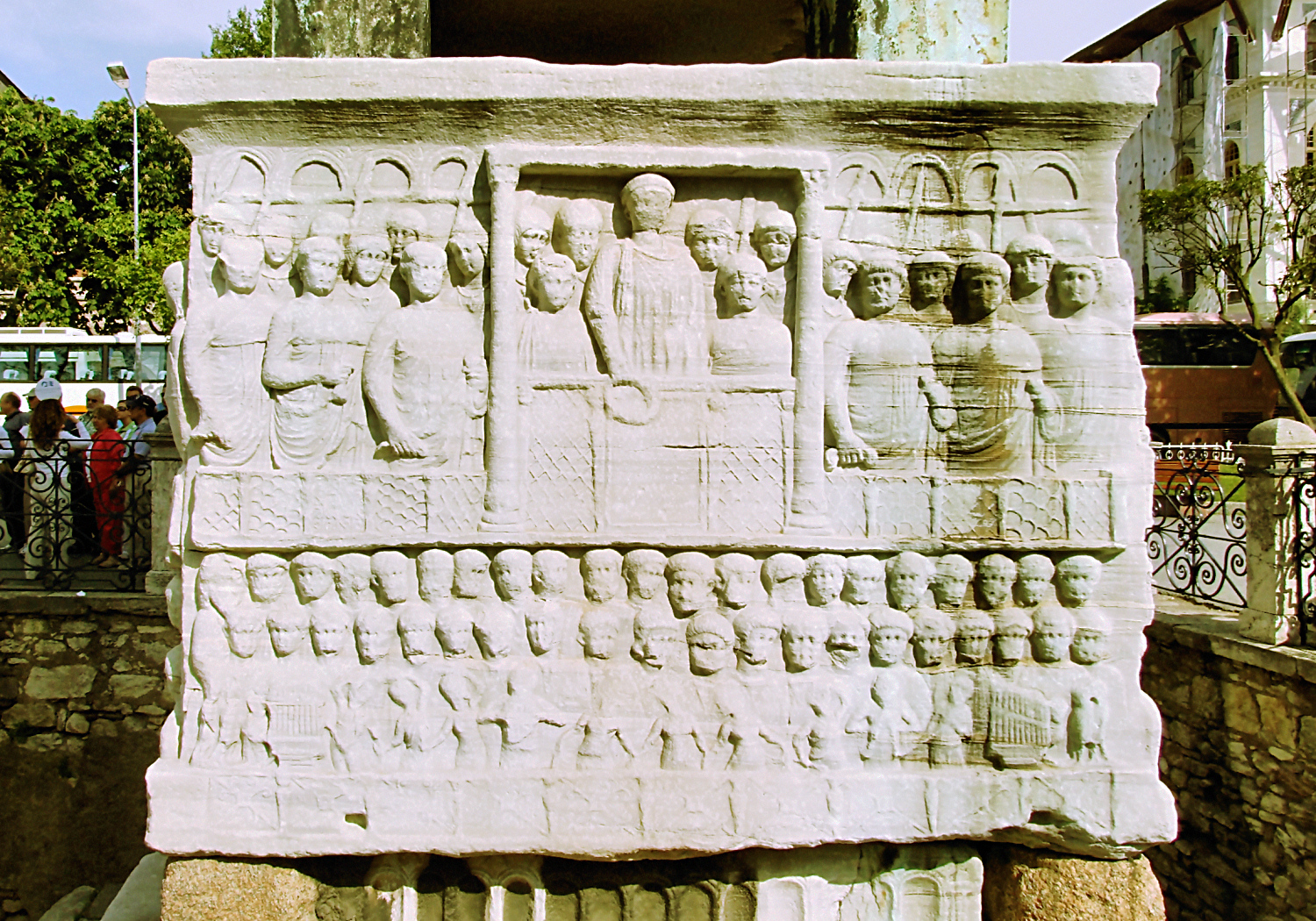
Podstawa obelisku z reliefami

Obelisk Egipski (tr Dikilitaş), zwany również Obeliskiem Teodozjusza. Przewieziony ze Świątyni Boga Amona w Karnaku w Egipcie i ustawiony na Hipodromie Konstantynopola przez cesarza Bizancjum Teodozjusza I w 390 roku.
Jest to najstarsze dzieło sztuki w Stambule. Datuje się je na XV w. p.n.e.
Faraon Totmes III kazał go wybudować na pamiątkę swojego zwycięstwa w Mezopotamii. Wykonany jest z różowego granitu asuańskiego i waży około 300 ton. Początkowo miał 32,5 m długości, lecz podczas transportu odpadło około 40% i obecnie ma on wysokość 20 m. Na bokach pismem hieroglificznym opisano bohaterskie czyny faraona Totmesa III. Na szczycie przedstawiono faraona wraz z bogiem Amonem. Ponieważ dolna część obelisku jest nierówna, ustawiono go na podstawach z brązu. 
Pod obeliskiem znajduje się cokół z 389. Dookoła wyrzeźbiono w marmurze sceny z życia na Hipodromie: lożę cesarską, stawianie obelisku, dziewczęta tańczące przed turniejami, przedstawienia, wyścigi konne, cesarza przyjmującego daniny.
Od strony Pałacu Ibrahima Paszy i Błękitnego Meczetu na cokole umieszczono łacińskie i starogreckie napisy.